# Paul Langerhans

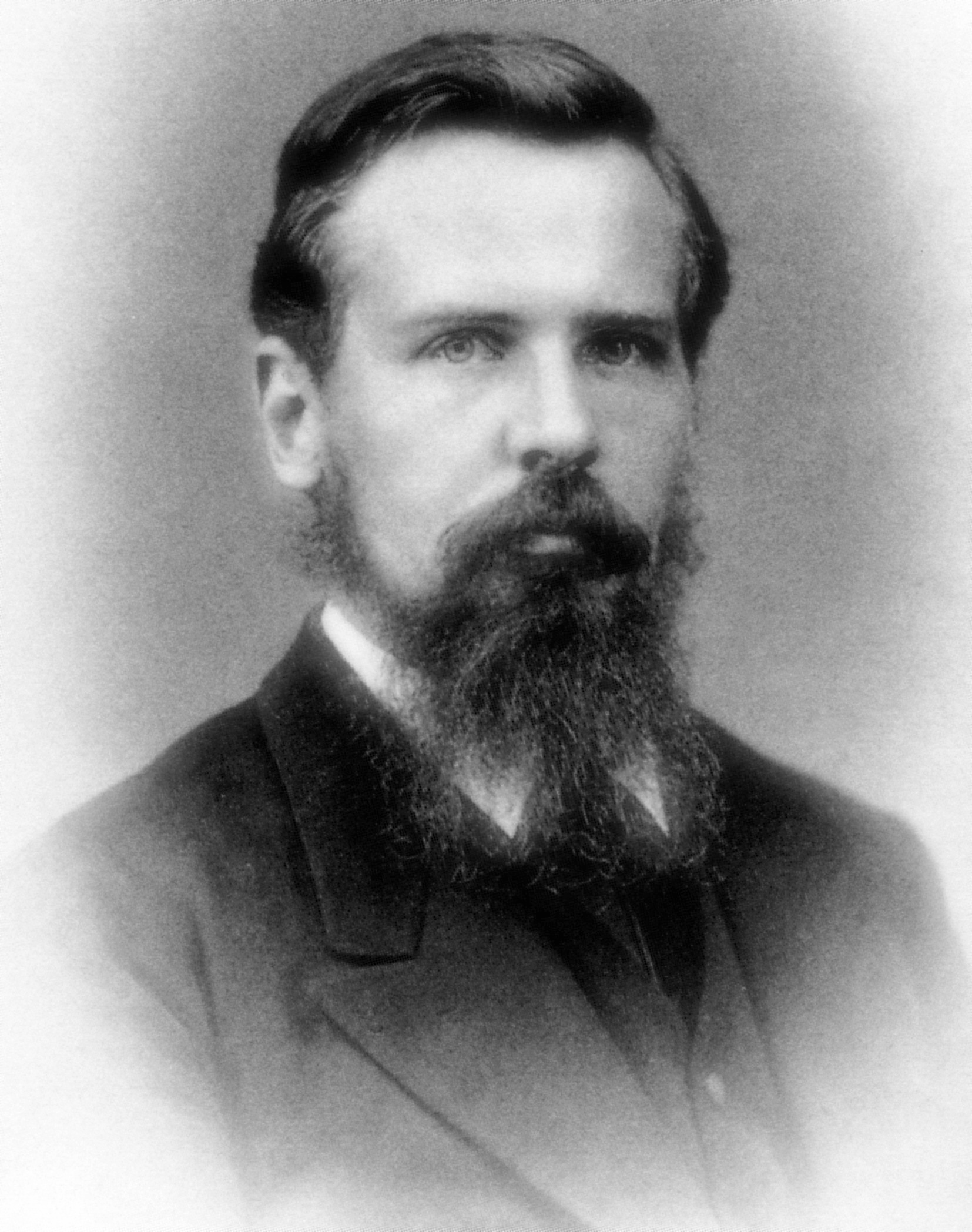
Paul Langerhans in 1878

Paul Langerhans (Berlijn, 25 juli 1847 – Funchal, 20 juli 1888) was een Duitse patholoog. Naar hem zijn de eilandjes van Langerhans in de alvleesklier (pancreas) vernoemd alsook de Langerhanscellen, een type huidcel.

## Zijn leven
Paul Langerhans stamde uit een familie van bekende wetenschappers. Zijn vader en diens jongere broers waren artsen. Een van deze broers, Robert Langerhans, was de assistent van de beroemde Rudolf Virchow en werd later zelf ook professor in de pathologie. 
Nadat Paul Langerhans het gymnasiumdiploma op zestienjarige leeftijd had behaald, schreef hij zich in aan de universiteit van Jena voor de studie geneeskunde. Gedurende deze tijd werd hij sterk door Ernst Haeckel en Karl Gegenbaur beïnvloed. 
Zijn proefschrift legde hij in 1869 af bij professor Heinrich von Bardeleben en Rudolf Virchow. In datzelfde jaar ontdekte hij de naar hem genoemde eilandjes van Langerhans in de alvleesklier.  
Een jaar later ondernam Langerhans een expeditie naar Egypte, Syrië en Palestina om onderzoek te doen naar lepra. Gedurende de Frans-Duitse Oorlog (1870-1871) werkte Langerhans in een Duits militair hospitaal. In 1871 nam hij een leerstoel als universitair docent en professor aan, aan de universiteit in Freiburg im Breisgau. 
In 1874 moest hij deze positie en zijn carrière als wetenschapsdocent echter beëindigen, omdat hij leed aan tuberculose. Nadat talrijke kuren in Italië, Duitsland en Zwitserland geen genezing brachten, verhuisde hij naar het Portugese eiland Madeira. Het milde klimaat op dit eiland zorgde voor een dusdanige verbetering in zijn gesteldheid, dat hij weer als arts aan het werk ging. 
In 1888 stierf Paul Langerhans aan een nierziekte.